# Фредериксхавн
Фре́дериксха́вн (дат. Frederikshavn) — город в области Северная Ютландия Дании, административный центр одноимённой коммуны.
Расположен на севере полуострова Ютландия на берегу пролива Каттегат.
Население — 22 862 человек (1 января 2021). Статус торгового города и своё современное название в честь Фредерика VI (буквально «гавань Фредерика») город получил в 1818 году. До этого поселение называлось дат. Fladstrand (плоский пляж).
Паромное сообщение соединяет город с Норвегией (Осло) и Швецией (Гётеборг), островом Лесё. Важный рыболовный и грузовой порт. Крупнейшее в городе судостроительное предприятие Danyard было закрыто в конце 1990-х, что повлекло увольнение более 2000 человек.
Датское слово frederikshavner обозначает, помимо жителя Фредериксхавна, качественную камбалу — популярнейшую в стране рыбу.

## Известные уроженцы, жители
Оскар Фискер Мёльгор (род. 2005) — датский хоккеист.

## Спорт
В городе базируется профессиональный хоккейный клуб «Фредериксхавн Уайт Хоукс», выступающий в высшем дивизионе Датской хоккейной лиги.

## Инфраструктура

### Военно-морская база

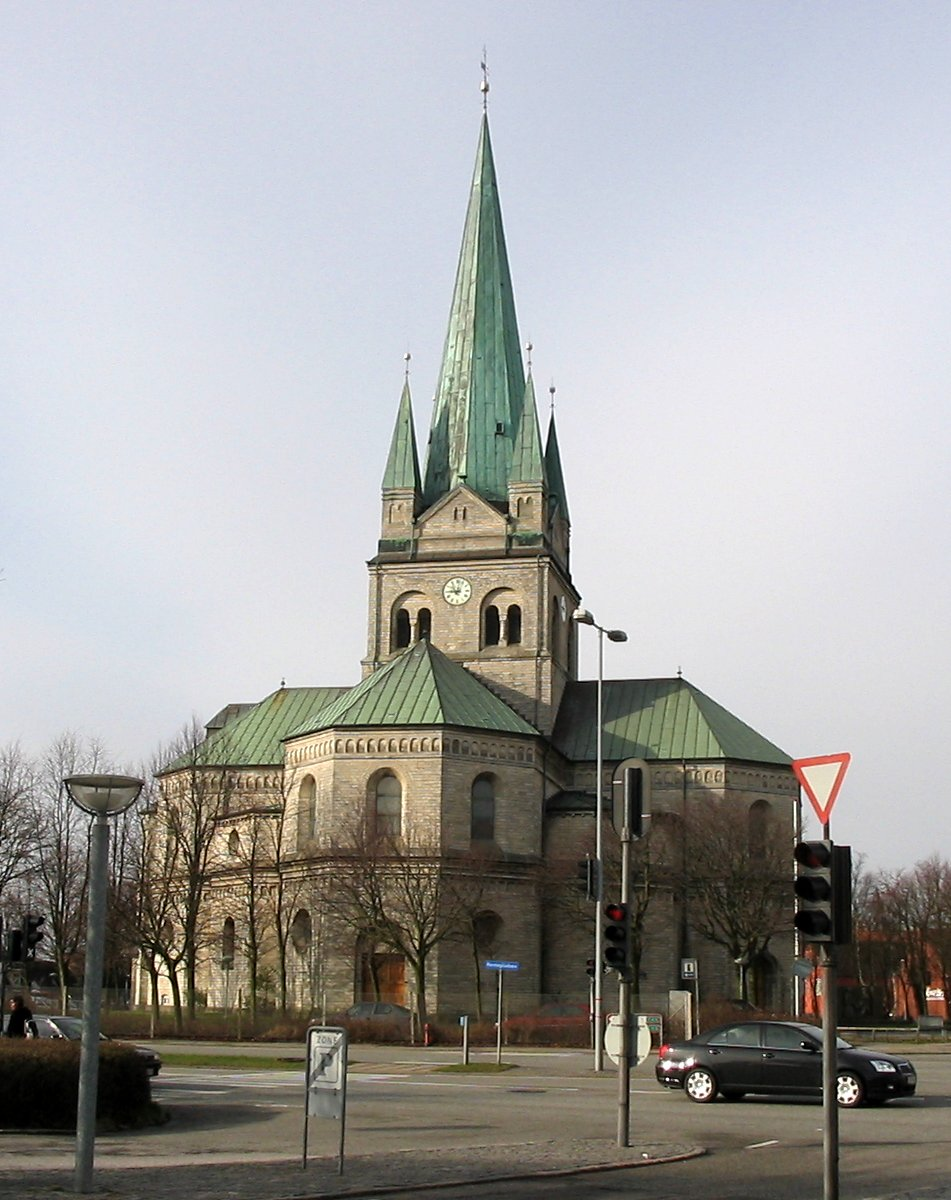
Церковь Фредериксхавна

К югу от торгового порта находится Военно-морская гавань Датского флота Фредериксхавн. Здесь базируется 1-я эскадрилья ВМС Дании и Военно-морская оперативная структура материально-технического обеспечения, OPLOG FRH. Это также место базирования учебного судна Данмарк и королевской яхты Даннеброг. Кроме того, гавань Фредериксхавна была домом для национальных ледоколов вплоть до их вывода из эксплуатации в 2012 году.

Сама база была открыта 2 октября 1962 года.

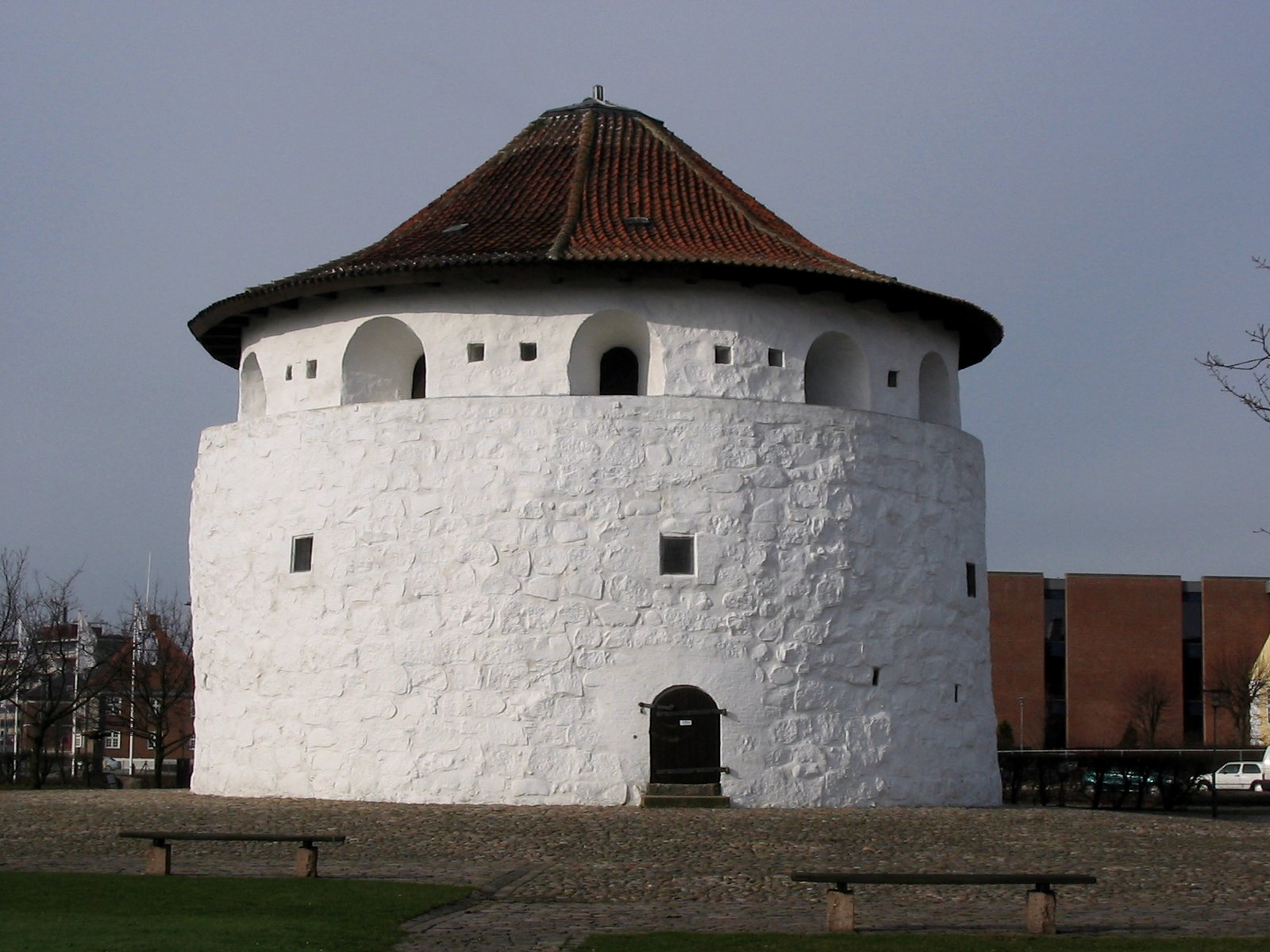
Пороховая Башня (Krudttårnet) — символ города, сооружена в 1688